# Oidiphorus
Oidiphorus – rodzaj ryb z rodziny węgorzycowatych (Zoarcidae).

## Klasyfikacja
Gatunki zaliczane do tego rodzaju:
- Oidiphorus brevis
- Oidiphorus mcallisteri